# Julia Fischer (Medizinerin)
Julia Fischer (* 1984 in Aachen) ist eine deutsche Ärztin, Journalistin, Fernsehmoderatorin und Autorin.

## Medizinischer Werdegang
Julia Fischer hatte nach eigenen Angaben schon während ihrer Schulzeit den Wunsch, Journalistin zu werden. In dieser Zeit arbeitete sie bereits als freie Mitarbeiterin für Zeitschriften.
Weil sie evidenzbasiert und mit Fachwissen arbeiten wollte, nahm sie nach dem Abitur ab April 2004 ein Studium der Medizin in Berlin auf. Dabei absolvierte sie 2007/2008 ihr 4. und 5. klinisches Semester an der Universidad Complutense Madrid in Spanien und 2010 einen Teil ihres praktischen Jahres an der Universidad de Buenos Aires in Argentinien. Neben ihrem Studium arbeitete Fischer weiterhin als freie Journalistin, aber auch als Model.
Im Juli 2011 beendete Julia Fischer ihr Medizinstudium und schloss danach ein Promotionsstudium an. Dieses schloss sie im September 2012 mit einer Arbeit über Kardiale Magnetresonanztomographie zur Evaluation des linken Atriums ab. Anschließend arbeitete sie bis Januar 2015 als Assistenzärztin für Nuklearmedizin an den Vivantes-Kliniken in Friedrichshain und Spandau in Berlin.

## Journalistischer Werdegang
2015 machte Julia Fischer eine Moderationsausbildung bei Kathy Weber in Berlin. Von Oktober 2015 bis März 2017 absolvierte sie ein journalistisches Volontariat an der EMS Electronic Media School in Potsdam. Während des Volontariats arbeitete sie als freie Mitarbeiterin für verschiedene Medien, zum Beispiel für Galileo von ProSieben und für das ZDF-Morgenmagazin. Seit 2016 moderiert sie im Hörfunk-Programm Radio Eins des RBB die Rubrik Medizinische Notizen mit Dr. med. Julia Fischer.
Nach ihrem Volontariat arbeitete Fischer für kurze Zeit als Redakteurin bei Funk. Seit Ende 2017 ist sie wieder vorwiegend beim RBB tätig und absolvierte eine Ausbildung zur Live-Reporterin bei der rbb24 Abendschau und berichtete live zum Beispiel von Demonstrationen, Konzerten und Streiks. Neben ihren Sendungen bei Radio Eins arbeitet sie als Journalistin, Moderatorin und medizinische Expertin für das rbb Fernsehen – unter anderem mit der Sendung Dr. Julia Fischer erklärt.
Seit 2019 ist sie außerdem als „Medfluencerin“ auf Instagram tätig.
Seit Mai 2021 moderiert sie beim SWR Fernsehen die Sendung Doc Fischer, seit 2024 in Vertretung von Vera Cordes die NDR-Fernsehsendung Visite. 2022 moderierte sie u. a. die Doku-Reportage Mit jedem Herzschlag – Leben retten in der Charité. Seit April 2023 ist sie Host des ARD-Youtube-Kanals ARD Gesund mit Dr. Julia Fischer.
Daneben ist Fischer als Moderatorin von Veranstaltungen tätig und als Expertin für medizinische Themen in verschiedensten Radioformaten zu hören.
2020 erschien ihr Buch Die Medizin der Gefühle, 2022 die überarbeitete und ergänzte Version What a feeling! als Taschenbuch.
Julia Fischer lebt mit ihrer Familie in Berlin.

## Werke
- Kardiale Magnetresonanztomographie zur Evaluation des linken Atriums, Dissertation 2012
- Die Medizin der Gefühle, Droemer Knaur 2020
- What a feeling!, Droemer Knaur 2022